# Alue Leuhob (Cot Girek)
Alue Leuhob is een bestuurslaag in het regentschap Aceh Utara van de provincie Atjeh, Indonesië. Alue Leuhob telt 1440 inwoners (volkstelling 2010).